# Heterostegane lala
Heterostegane lala är en fjärilsart som beskrevs av Swinhoe 1892. Heterostegane lala ingår i släktet Heterostegane och familjen mätare. Inga underarter finns listade i Catalogue of Life.